# Bakugan (2023)
Bakugan (爆丸 バトルクラン Bakugan Batoru Kuran?) es una serie anime de televisión, y reinicio de la franquicia Bakugan. La serie es producida por Spin Master Entertainment y animada por TMS Entertainment.
La serie se estrenó en Netflix en los Estados Unidos el 1 de septiembre de 2023, en TV Tokyo en Japón el 5 de abril de 2024 y en Latinoamérica el 16 de febrero de 2024 de Cartoon Network.

## Personajes

### Personajes principales
Dan Kouzo
Expresado por: Mike Taylor (Inglés) Nicolás Daza (español latino)
Griffin Tessly
Expresado por: Sephira Kalala Ilunga Bukasa (Inglés)
Mia Ono
Expresado por: Kaya Kanashiro (Inglés), Yojéved Meyer (español latino)
Juno Reyes
Expresado por: Julia Pulo (Inglés), Victor Piñango (español latino)
Thunder Crunch
Expresado por: Desmond Sivan (Inglés)

### Personajes secundarios
Chip
Expresado por: Matt Folliott (Inglés)
Kage
Expresado por: Carson Gale (Inglés)
Backslash
Expresado por: Tyler Barish (Inglés)
Ace
Expresado por: Jamie Joe Gonzaga (Inglés)

## Episodios
La primera temporada del anime cuenta con 26 episodios. Los primeros trece episodios de la temporada se lanzaron en Netflix en los Estados Unidos el 1 de septiembre de 2023 y luego semanalmente en Disney XD, que comenzó el 23 de septiembre de 2023. La segunda mitad de la temporada se lanzó en Netflix el 8 de enero de 2024.

## Desarrollo
El 16 de junio de 2023, se lanzó en YouTube un avance de una nueva serie de anime de Bakugan. Los dos primeros episodios se obtuvieron una vista previa en Roblox el 4 de agosto de 2023. 
La serie debutó en Norteamérica en septiembre de 2023; se estrenará en los Estados Unidos en Netflix el 1 de septiembre de 2023 y Disney XD el 23 de septiembre. La serie eventualmente se estrenaría en TV Tokyo en Japón el 5 de abril de 2024. 
A nivel internacional, la serie se estrenó en Pop en el Reino Unido el 4 de septiembre; 9¡Go! en Australia el 30 de septiembre; Disney XD Canadá el 22 de octubre y el canal hermano YTV el 17 de noviembre de 2023; y para Okto en Singapur el 5 de enero de 2024; y en Cartoon Network en Latinoamérica el 16 de febrero de 2024.